# Dieuwke de Graaff-Nauta

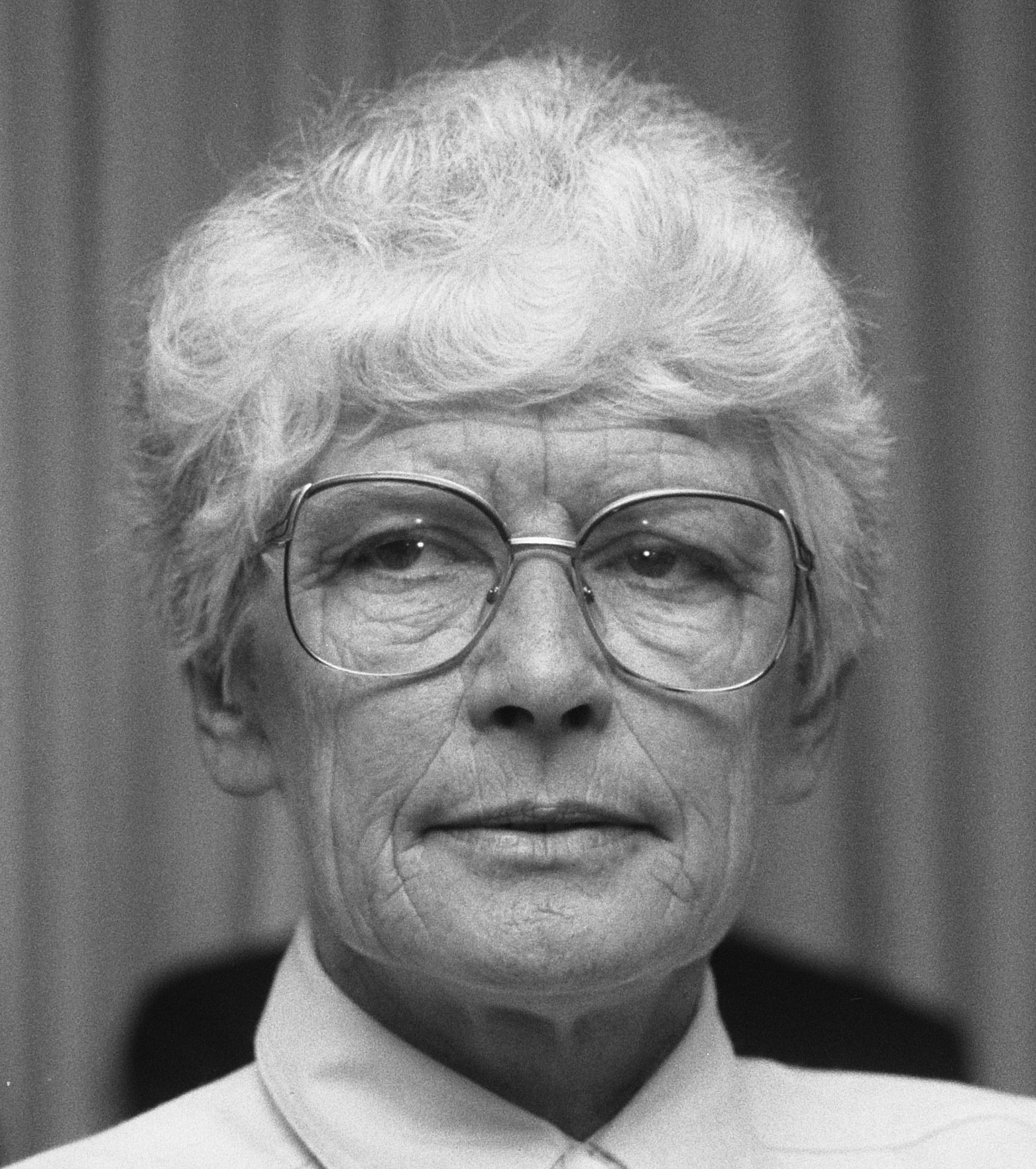
Dieuwke de Graaff-Nauta (1989)

Dieuwke IJtje Willemke de Graaff-Nauta (* 22. Mai 1930 in Sneek, Provinz Friesland; † 10. Juni 2008 ebenda) war eine niederländische Politikerin der Christelijk-Historische Unie (CHU) und später des Christen-Democratisch Appèl (CDA), die unter anderem Staatssekretärin sowie 1994 Innenministerin war. In diesen Funktionen erarbeitete sie verschiedene Umverteilungsgesetze, ein neues Wahlgesetz, ein Provinzgesetz und ein Kommunalgesetz und gab wichtige Impulse für Verwaltungsinnovationen rund um große Gemeinden.

## Leben
Dieuwke IJtje Willemke de Graaff-Nauta war als Schullehrerin tätig und wurde für die Christlich-Historische Union CHU (Christelijk-Historische Unie) am 6. Juni 1962 Mitglied der Provinciale Staten, des Parlaments der Provinz Friesland, und gehörte diesem bis zum 14. Juli 1986 an. Zugleich war sie zwischen dem 6. September 1966 und dem 4. Juli 1978 Mitglied des Gemeinderates von Sneek sowie darüber hinaus vom 1. September 1970 bis 7. Juni 1978 stellvertretende Bürgermeisterin und Stadträtin für Bildung, öffentliche Gesundheit und Umwelt (Wethouder van onderwijs, volksgezondheid en milieu) von Sneek. 1973 gehörte sie zu einer Gruppe von 48 CHU-Mitgliedern, die in einem Brief ihre Unzufriedenheit über die Trennung zwischen Anti-Revolutionärer Partei ARP (Anti-Revolutionaire Partij) und Katholischer Volkspartei KVP (Katholieke Volkspartij) einerseits und CHU andererseits während der Bildung des Kabinetts Den Uyl zum Ausdruck brachten. Am 11. Oktober 1980 trat sie dem Christlich-Demokratischen Aufruf CDA (Christen-Democratisch Appèl) als Mitglied bei, der aus einem Zusammenschluss von ARP, CHU und KVP entstanden war. 1982 war sie Vorsitzende des vertraulichen Ausschusses der Provinzialstaaten von Friesland für die Ernennung eines neuen Kommissars der Königin. Die Kommission nominierte zunächst den ehemaligen CDA-Minister Wil Albeda, der für die Ernennung zuständige Innenminister Ed van Thijn ernannte jedoch Hans Wiegel. Sie fungierte ferner zwischen dem 7. Juni 1982 und dem 14. Juli 1986 als Mitglied der Gedeputeerde Staten, der Regierung der Provinz Friesland, und war dort zuständig für allgemeine Angelegenheiten, interprovinzielle Zusammenarbeit, Verwaltungsorganisation, Aufsicht über kommunale Behörden, Planung, Koordinierung und Information.

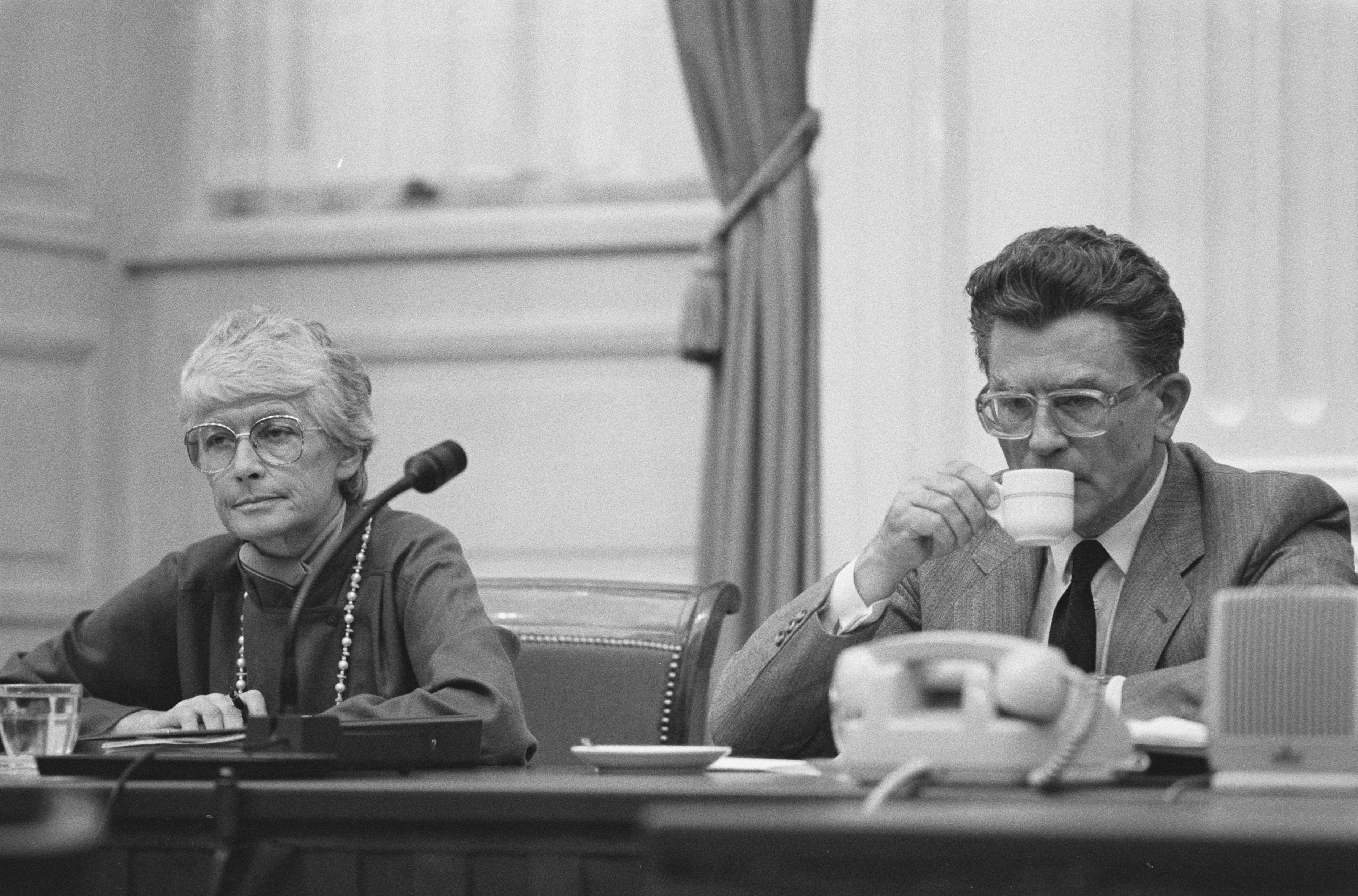
Staatssekretärin Dieuwke de Graaff-Nauta während einer Debatte in der Zweiten Kammer der Generalstaaten mit Innenminister Kees van Dijk (15. Oktober 1986).

Als Vertreter des CDA trug Dieuwke de Graaff-Nauta 1986 maßgeblich dazu bei, die Rückkehr Hans Wiegels in die Landespolitik zu verhindern. Nach dem Tod von Innenminister Koos Rietkerk am 20. Februar 1986 wollte die VVD Wiegel als seinen Nachfolger. Wiegel wollte sich jedoch die Option offen halten, nach dem Ministeramt als Kommissar der Königin in die Provinz Friesland zurückzukehren, was die CDA in Friesland ablehnte. Nachdem sie selbst 1986 ihre Ernennung zur Innenministerin abgelehnt hatte, weil sie gegen die Verhandlungen mit den Beamtenzentren war, übernahm Dieuwke de Graaff-Nauta das Amt als Staatssekretärin im Innenministerium (staatssecretaris van Binnenlandse Zaken) und war unter Innenminister Kees van Dijk im Kabinett Lubbers II bis zum 7. November 1989 unter anderem zuständig für Kommunalfinanzen, Gemeindeneuordnungen, Informationsversorgung, Wahlrecht und Katastrophenhilfe zuständig. Den Posten als Staatssekretärin des Innern bekleidete sie vom 7. November 1989 bis zum 27. Mai 1994 auch im Kabinett Lubbers III und war nunmehr unter den Innenministern Ien Dales (7. November 1989 bis 10. Januar 1994), Ernst Hirsch Ballin (10. bis 18. Januar 1994) beziehungsweise Ed van Thijn (18. Januar bis 27. Mai 1994) zuständig für Kommunalfinanzen, Gemeindeneuordnungen, Informationsversorgung und Wahlrecht.
Als Staatssekretärin veröffentlichte Dieuwke de Graaff-Nauta 1990 und 1991 zusammen mit Innenministerin Dales die Memoranden „Bestuur op niveau“ 1 und 2, in denen Pläne zur regionalen Entwicklung dargelegt wurden. Die Memoranden, die teilweise auf Ratschlägen des 1988 gegründeten Montijn-Komitees beruhte, basierte auf „Maatwerk“ (Anpassungen), bei dem die lokale Regierung selbst die Initiative ergreifen musste, um eine wirksame Regierungsform einzurichten. Vor diesem Hintergrund wurde die Zusammenarbeit zwischen den Kommunen vereinfacht. 1993 veröffentlichte sie ebenfalls zusammen mit Innenministerin Dales das Memorandum „Bestuur op niveau“ 3, in dem unter anderem die Bildung einer Provinz neuen Stils im Rijnmond-Gebiet angekündigt wurde. Darin sind ferner Absichten zur zügigen Integration funktionaler Regionen (u. a. für Arbeitsvermittlung, Rettungsdienste, Verkehr und Transport) enthalten. Hierzu werden Konsultationen mit den Provinzen aufgenommen. 
Am 7. Mai 1994 übernahm Dieuwke de Graaff-Nauta als Nachfolgerin von Ed van Thijn im Kabinett Lubbers III schließlich selbst das Amt als Innenministerin (Minister van Binnenlandse Zaken) und behielt dieses Amt bis zum 22. August 1994. Als Innenministerin brachte sie 1994 zusammen mit dem Staatssekretär im Finanzministerium Marius van Amelsvoort eine Änderung des Gemeindegesetzes (Gemeentewet) im Hinblick auf materielle Steuervorschriften auf den Weg. Basierend auf den Ratschlägen einer von dem früheren Mitglied der Ersten Kammer der Generalstaaten und Steuerrechtler Jan Christiaanse geleiteten Kommission wurden in das neue Kommunalgesetz Bestimmungen zum Kommunalsteuerbereich aufgenommen. Aufgrund der Dezentralisierung und einer zurückweichenden Zentralregierung war eine Stärkung der Rolle der Kommunen durch die von den Gemeinden erhobene Steuern wie Grundsteuer, Sozialabgaben, Pendlersteuer, Kurtaxe, Hundesteuer, Werbesteuer, Gebrauchsabgaben und andere verschiedene Abgaben wünschenswert. 1994 kam es 
zudem zu Veröffentlichung des Gesetzes über kommunale Personalakten GBA (Wet Gemeentelijke Basisadministratie) im Staatsblad. Das Gesetz regelt, wie Kommunen personenbezogene Daten (z. B. Name, Geburtsdaten, Familienstand, Staatsangehörigkeit, Adresse, Sozialsteuernummer) in ihre Verwaltung aufnehmen und ändern müssen und wie der Zugriff erfolgen kann. Ein Gremium für den Schutz personenbezogener Daten überwacht die Einhaltung der Gesetze und insbesondere den Schutz der Privatsphäre. Der Gesetzentwurf wurde 1989 vom damaligen Innenminister Kees van Dijk vorgelegt und 1993 in der Zweiten Kammer von Ministerin Dales verteidigt. Ferner wurden 1994 Gesetze zur Vereinigung von Sint Philipsland und Tholen, von Aardenburg und Sluis sowie von Kortgene und Wissenkerke erlassen.
Nach ihrem Ausscheiden aus der Regierung war Dieuwke de Graaff-Nauta bis zum 1. März 2004 Mitglied des Rates für Finanzbeziehung RfV (Raad voor de financiële verhoudingen) und engagierte sich ferner als Vorstandsmitglied in der Stiftung für den nach Ien Dales benannten Lehrstuhl zum Thema „Die Regierung als Arbeitsorganisation“. Sie war die jüngere Schwester des PvdA-Politikers und Philosophen Lolle Nauta (1929–2006) sowie ältere Schwester des Rundfunkjournalisten Jan Nauta (1934–2020).